# NGC 2336
NGC 2336 este o intermediate spiral galaxy⁠(d) situată în constelația Girafa. A fost descoperită în 1877 de către Ernst Wilhelm Tempel. Se află la o distanță de 33,42 de megaparseci de Pământ.